# 穆尔加布县
穆尔加布县 是塔吉克斯坦 的一个县，占据山地巴达赫尚自治州(GBAO)东部三分之二的地区。穆尔加布县面积37,300平方公里，占塔吉克斯坦国土面积的26%，但人口仅占塔吉克斯坦总人口的0.17%。穆尔加布县北与吉尔吉斯斯坦接壤，东与中国接壤，南与阿富汗接壤。穆尔加布县的人口为 15,900（2020 年 1 月 1 日估计）。它的县治是村庄  穆尔加布。

## 行政区划
该县在行政上分为六个村公社。
它们如下：
| 村公社            | 人口（2015 年 1 月） |
| ----------------- | -------------------- |
| 阿尔楚尔          | 2,242                |
| Gozho Berdiboev   | 1,368                |
| 喀拉库勒(Karakul) | 757                  |
| 穆尔加布          | 7,468                |
| Qizilrabot        | 1,675                |
| 郎库勒(Rangkul)   | 1,569                |

## 地理
南邻阿富汗，东邻中国新疆地区，北接吉尔吉斯斯坦。在塔吉克斯坦境内，它的西部与 共和国直辖区 和 哈特隆州接壤。
这片土地大部分是荒凉的高原，山峦错落有致，尤其是在东部和南部。 最高的山脉位于西北部的费琴科冰川周围和南部的帕米尔河沿岸。人口中约有 65% 的柯尔克孜族在 13 世纪末登上帕米尔高原，其余为帕米尔人，他们是帕米尔高原和帕米尔高原的中国地区的原住民。以前，高地主要被两个种族用作夏季牧场。帕米尔公路从西南向东北弯曲。 四大湖泊是位于东北部的 喀拉库勒湖和三个河流湖泊：萨雷兹湖在巴尔坦格河，叶什勒池在贡特河，以及佐库里湖在帕米尔河。
该县东部以萨雷阔勒岭与中国为界。